# Allí vivió Koziavin
Allí vivió Koziavin (en ruso: Жил-был Козявин) es un cortometraje animado soviético de 1966 dirigido por Andréi Jrzhanovski, escrito por Lazar Lagin y Guennadi Shpalikov.

## Fondo
Andréi Jrzhanovski dirigió esta película en un mundo surrealista y constructivista, que se asemeja a las pinturas de Giorgio de Chirico.